# Rhapsody of Fire
Rhapsody of Fire (anteriorment conegut com a Thundercross i després Rhapsody) és un grup italià de power metal simfònic creat per Luca Turilli i Alex Staropoli. Des de la seva creació el 1993, el grup ha publicat set àlbums d'estudi, un en directe, un EP i un DVD en directe.

## Història
Rhapsody Of Fire (abans conegut simplement com a Rhapsody) es va formar en la ciutat de Trieste, Itàlia, quan Alex Staropoli (que tenia una idea que en la seva banda de llavors no podia realitzar) i Luca Turilli (que estava en la mateixa situació), es van reunir per a dur a terme el seu pla. Van reclutar en Daniele Carbonera per a la bateria i es van llançar als escenaris amb el nom Thundercross, amb Christiano Adacher a les veus i cors.
Només un any després d'haver-se reunit, decideixen entrar a estudi i gravar el seu primer demo, el qual avui és una relíquia, ja que només van ser editades unes quantes còpies en cassette. Aquest demo va dur per nom Land of Immortals, que contava només amb quatre cançons de dolenta qualitat (quant a enregistrament). Cal destacar que Sascha Paeth, baixista de Heaven's Gate, a més de produir ambdós demos, va gravar els baixos per a aquest primer.
A l'any següent, 1995, decideixen canviar el seu nom a Rhapsody i llançar el seu segon demo, Eternal Glory. Aquesta demo constava de 7 pistes entre temes apareguts en el demo anterior, versions noves d'alguns i temes nous. Per a aquesta demo ja comptaven amb la presència d'Andrea Furlan com baixista.
En 1996 Christiano Adacher ha de deixar la banda, pel que van contactar amb Joe Terry (nom que Fabio Lione utilitzava com vocalista de Labyrinth i després de discrepàncies entre ell i en Turilli, es va unir a la banda. Amb aquesta formació: Lione, Turilli, Staropoli, Carbonera i Furlan en 1997 llancen el seu àlbum debut, Legendary Tales, àlbum de 10 tracks amb introducció a la Emerald Sword Saga.
Després de l'èxit d'aquesta placa, Furlan ha de deixar la banda i Alessandro Lotta arriba així a cobrir el seu lloc. Amb aquesta nova formació (que seria l'oficial fins a 2004) Rhapsody decideix collir l'èxit de Legendary Tales i després de posar a l'abast del públic el single Emerald Sword, llança al mercat Symphony Of Enchanted Lands, la segona part de la Emerald Sword Saga, un excel·lent àlbum on es troben clàssics de Rhapsody com Wisdom Of The Kings i Emerald Sword que es convertirien en els primers videoclips de la banda.
Després de l'èxit del disc, Daniele Carbonera ha de deixar la banda per no trobar-se al nivell del que Turilli i Staropoli necessitaven. Arriba llavors el primer estranger al grup, l'alemany Alex Holzwarth. L'èxit d'aquest disc els duria a presentar-se en l'escenari principal del Wacken Open Air Festival.
Després d'una gira internacional durant 1999, en la segona meitat d'aquest any entren a estudi i en 2000 llancen al món el maxisingle Holy Thunderforce, predecessor del seu disc més reeixit, Dawn Of Victory, àlbum que els catapultà a la fama i els va dur a realitzar la seva primera gira mundial, que va passar pel Japó i l'Amèrica del Sud, a més d'Europa.
El 2001 llancen un EP, considerat àlbum per la banda, titulat Rain Of A Thousand Flames, on apareix un parèntesi a la Emerald Sword Saga, contant-se en els últims 4 temes The Gothic Saga, saga annexa que només duraria aquests 4 temes i d'on es destaca el tema Rhymes of a Tragic Poem - The Gothic Saga: Elnor's Magic Valley (Instrumental) especial per a ballar en potes.
Ja en 2002 Turilli i Staropoli decideixen acabar la Emerald Sword Saga i ho fan magistralment amb Power of the Dragonflame, cinquè àlbum dels italians. És l'àlbum més contundent i speed fins a la data, amb cançons brutals com la pròpia "Power of the Dragonflame" o "When Demons Awake" L'últim tema d'aquest àlbum, "Gargoyles, Angels of Darkness" és un final màgic i commovedor a la saga, sent a més el tema més llarg de Rhapsody (una obra de 19 minuts).
Després d'aquest àlbum, Alessandro Lotta se separa del grup i arriba a prendre el seu lloc el francès Patrice Guers. Després d'un descans de dos anys, en 2004, després del maxi previ The Dark Secret, per fi apareix l'esperat nou àlbum i començament d'una nova saga amb el nom The Dark Secret Saga. Amb aquest títol és llançat al mercat l'àlbum Symphony Of Enchanted Lands Part II: The Dark Secret, el qual no va superar les expectatives dels fanàtics però sí que els va dur a un nou nivell en el musical.
Són convidats a l'Earthshaker Festival i Manowar decideix convidar-los com suport per al seu Demons, Dragons And Warriors Tour, on Rhapsody aprofita per a gravar el seu primer disc en viu: Live in Canada: The Dark Secret.
En 2006, després del canvi obligat de nom a Rhapsody Of Fire, llancen Triumph Or Agony, mantenint l'estil del disc anterior, sobretot en el que a mitjos temps es refereix, deixen de costat la pompositat del mateix i tornen a sons més propers a l'època del Power of the Dragonflame, amb so d'òrgans eclesials que remarquen moments més gòtics i l'orquestra i cors limitant-se a les tornades.
Això s'ha d'al fet que van prendre altres rumbs musicals, tornant als seus orígens amb sols de flauta i violins, a l'estil celta de Legendary Tals. Les guitarres rítmiques són la nova base de la banda i demostren solidesa i densitat, acompanyades del baix. Fabio Lione canta d'una manera distinta, demostrant maduresa sense necessitat d'aconseguir notes molt altes o cantar veloçment. Els teclats han abandonat els poderosos sols per a ser acompanyants dels cors operístics més demarcats que abans. Però el que més va decebre als seus fans va ser el canvi radical en la seva percussió: en la nova bateria no hi ha abús de pedalera, són més lleugeres, menys potents i de vegades molt simples i lentes. A molts fans això no els va agradar, però uns altres afirmen estar d'acord amb el canvi, ja que "han hagut d'innovar per a demostrar originalitat i no caure en la monotonia del Power Metal".
Cap destacar que des de les presentacions de la gira del Symphony Of Enchanted Lands compten amb la presència de Dominique Leurquin com guitarrista convidat en les seves presentacions en viu i des del Symphony Of Enchanted Lands II també amb Manuel Staropoli en les flautes.
El 2007, la banda va començar una disputa legal amb la discogràfica Magic Circle Music, sobre la qual cosa al juny de 2008 va aparèixer en el seu lloc oficial el següent missatge, escrit per Luca Turilli:
"Estem enmig d'una dura batalla legal amb Magic Circle Music i el seu principal representant el Sr. Joey DeMaio. Aquesta és la raó per la qual en els últims mesos hem mantingut la confidencialitat i no podíem fer cap declaració oficial que pogués ser usada contra nosaltres en el bàndol oposat. Tan aviat com aquesta trista situació es resolgui, nosaltres estarem llests per a un gran i poderosa tornada. Un nou àlbum, una veritable obra mestra del Speed/Epic Metal, ja està compost i llest per a ser gravat, i després del seu llançament un immens tour mundial finalment seguirà per al seu i la nostra extrema satisfacció."
A l'octubre de 2008, un nou missatge va ser col·locat en el lloc web de la banda, sense notícies sobre l'estat de la disputa legal però anunciant que totes les activitats de la banda, incloent el nou àlbum i les presentacions en viu, han estat suspeses fins a nou avís.

## Descripció
És un grup que realitza sagues de diversos discos. A través de les lletres (escrites majoritàriament en anglès) es narra una història èpica que va entrellaçant totes les cançons al llarg dels seus àlbums.
La primera saga va ser escrita per Luca Turilli i Alex Staropoli, es diu "Emerald Sword Saga" i està composta de cinc àlbums: "Legendary Tals" (1997), "Symphony Of Enchanted Lands" (1998), "Dawn Of Victory" (2000), "Rain Of A Thousand Flames" (2001) i "Power of The Dragonflame" (2002). La segona saga cridada "The Dark Secret Saga" està composta fins ara de dos àlbums, el primer d'ells "Symphony Of Enchanted Lands II: The Dark Secret"(2004), així com l'últim àlbum de la banda, "Triumph or Agony"(2006), el qual és el primer àlbum llançat sota el nou nom de Rhapsody of Fire i la continuació de "The Dark Secret Saga".
En les dues últimes obres van tenir la col·laboració de Christopher Lee un actor escollit pel seu to de veu, així com el seu físic, per al paper d'un rei-sacerdot medieval; ell ha fet papers de Saruman, en El Senyor dels Anells i de Comte Dooku en Star Wars.
Actualment compten amb la col·laboració com a mànager del baixista de Manowar Joey DeMaio i del germà de l'Alex Staropoli, Manuel Staropoli, tocant la flauta.
Al juliol de 2006, a causa de problemes en la marca (també anomenada Rhapsody), la banda ha canviat el seu nom de Rhapsody a Rhapsody of Fire. Els membres de la banda consideren est un nou gran començament, reflectint l'ànima i direcció cada vegada més grandiosa que la seva música ha pres. "The power of the dragonflame will burn brighter than ever before"("el poder de la flama del drac cremarà més que mai") diu el guitarrista i compositor Luca Turilli. El teclista i compositor Alex Staropoli agrega, "The name Rhapsody Of Fire better represents the energy that has always been present in this band and its music", ("El nom Rhapsody Of Fire representa millor l'energia que sempre ha estat en aquesta banda i en la seva música").

## Membres
- Giacomo Voli – Veu (2016-Present)
- Alex Staropoli - Teclats i Compositor (1993-Present)
- Roberto De Micheli – Guitarra (1993-1994, 2011-Present)
- Alessandro Sala – Baix (2015-Present)
- Paolo Marchesich - Bateria (2020-Present)
- Manuel Staropoli - Flauta (2002-Present) (Membre Col·laborador)

## Antics membres
- Cristià Adacher - Veu (1994-1996)
- Andrea Furlan - Baix (1993-1995)
- Alessandro Lotta - Baix (1995-2001)
- Robert Hunecke - Baix (1997)
- Sascha Paeth - Baix (1997) - (2001-2003)
- Daniele Carbonera - Bateria (1993-1999)
- Sir Jay Lansford - Narrador (1997-2002)
- Christopher Lee - Narrador (2004-2006)
- Fabio Lione - Veu (1996-2016)
- Luca Turilli - Veu (1993); Guitarra i Compositor (1993-2010)
- Alex Holzwarth - Bateria (1999-2016)
- Patrice Guers - Baix (2003-2011)
- Dominique Leurquin - Guitarra rítmica (2002-2011) (Membre Col·laborador)

## Discografia

### Àlbums
- Legendary Tales (1997)
- Symphony Of Enchanted Lands (1998)
- Dawn Of Victory (2000)
- Rain of a Thousand Flames (2001)
- Power of the Dragonflame (2002)
- Symphony Of Enchanted Lands II: The Dark Secret (2004)
- Triumph Or Agony (primer disc sota el nom Rhapsody Of Fire) (2006)
- The Frozen Tears of Angels (2010)

### EP's
- Rain Of A Thousand Flames (els primers 3 tracks són d l'anomenada Dark Saga) (2001)
- The Dark Secret (2004)

### Senzills
- Emerald Sword (1998)
- Holy Thunderforce (2000)
- The Magic Of The Wizard's Dream (versions en slim box i digipack) (2005)

### Demos
- Land Of Immortals (sota el nom Thundercross) (1994)
- Eternal Glory (1995)

### Directe
- Live in Canada: The Dark Secret (2005)
- Live in Germany (2007)

### DVD
- Visions From The Enchanted Lands (2007)

### Compilats
- Old Battle Songs (compilació demo Eternal Glory+Live in Hamburg) (2002)
- Tales From The Emerald Sword Saga (2003)

### Bootleg no oficials
- Live In Hardenberg (1998)
- Live At Works (1998)
- Live In Osnabruck (1999)
- Live In Pumpehuset (1999)
- Live In Palalido (1999)
- Live At La Rivera with Sonata Arctica (2000)
- Live In Paris (2000)
- Live In Santiago de Chile (2001)
- Live In Antwerp (2002)
- Live At Bang Your Head (2002)
- Live In Kawasaki (2002)